# 胸騒ぎのシチリア
『胸騒ぎのシチリア』（むなさわぎのシチリア、原題（英語）：A Bigger Splash）は、2015年のイタリア・フランス合作のドラマ映画。監督はルカ・グァダニーノ。1968年のフランス映画『太陽が知っている』のリメイクで、レイフ・ファインズ、マティアス・スーナールツ、ティルダ・スウィントン、ダコタ・ジョンソンが共演した。

## キャスト
※括弧内は日本語吹替
- マリアン：ティルダ・スウィントン（日野由利加）
- ハリー：レイフ・ファインズ（小形満）
- ポール：マティアス・スーナールツ（俊藤光利）
- ペン：ダコタ・ジョンソン（松井暁波）
- ミレイユ：オーロール・クレマン

## 公開
本作は2015年9月6日にヴェネツィア国際映画祭でプレミアを迎えた。イタリアでの一般公開は同年11月26日。日本では、2016年11月19日に公開された。